# Anna Zanders

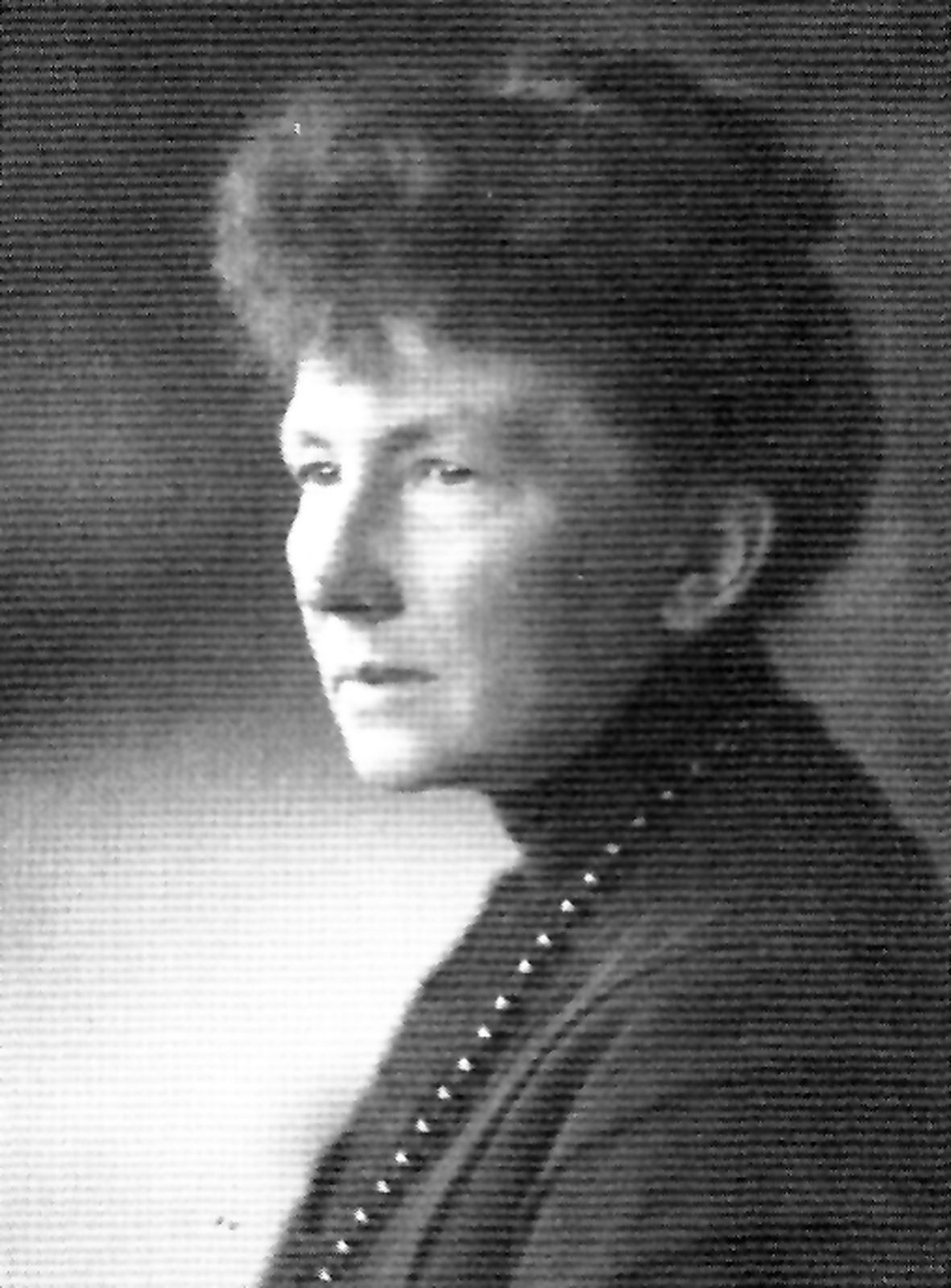
Porträt von Anna Zanders

Anna Eleonore Sophie Zanders, geb. Siemens (* 19. Dezember 1858 in Berlin; † 27. Juli 1939 in Bergisch Gladbach) war eine Kulturstifterin und die Ehefrau von Richard Zanders.

## Leben
Ihr Geburtsname war Anna Siemens, sie war eine Tochter des 1888 geadelten Erfinders und Unternehmers Werner von Siemens. Ihre Familie gehörte zum so genannten neuen Adel. Am 28. Mai 1887 heiratete sie den Papierfabrikanten Richard Zanders und brachte eine stattliche Mitgift mit in die Ehe. Hiervon kaufte das Ehepaar Zanders u. a. das Anwesen von Schloss Lerbach und ließ dort bis 1898 von Ludwig Bopp nach Plänen von Gabriel von Seidl ein Herrenhaus im englischen Landhausstil erbauen. Ihre Ehe mit Richard Zanders blieb kinderlos.
Ihre jüngere Schwester Käthe Pietschker (1861–1949) war ebenfalls als Stifterin tätig.

## Verdienste
Zusammen mit ihrem Mann begann sie 1897 mit dem Bau der Gartensiedlung Gronauerwald. 1901 stiftete sie ebenfalls mit ihrem Mann den Hildebrandt-Brunnen, der ursprünglich auf dem Marktplatz stand und sich jetzt zwischen der Villa Zanders und dem Gasthaus Paas befindet. Nach dem Tod von Richard Zanders im Jahr 1906 sorgte sie dafür, dass ein Wassernetz in die Gartensiedlung Gronauerwald gelegt wurde. Als deutlich wurde, dass die den Käufern auferlegten Bau- und Nutzungsbeschränkungen keine Sicherheit gegen spekulativen Weiterverkauf der Häuser boten, veranlasste Anna Zanders 1913 die Umwandlung des Unternehmens nach den Grundsätzen der Deutschen Gartenstadtgesellschaft in die Gemeinnützige Gartensiedlungsgesellschaft Gronauer Wald mbH. Diese Neuorganisation sollte eine allmähliche Verteuerung der Grundstücks- und Gebäudepreise verhindern. Beim 50-jährigen Stadtjubiläum im Jahr 1906 schenkte sie der Stadt Bergisch Gladbach den Marmorbrunnen im Flur des Rathauses sowie die Fenster des Sitzungssaales und die Einrichtung des Bürgermeisterzimmers. Gemeinsam mit ihrem Schwager Hans Zanders schenkte sie der Stadt die auf ihre Kosten errichtete und am 3. August 1914 eröffnete Badeanstalt (Hallenbad).

## Ehrung
Die Stadt Bergisch Gladbach hat ihr in der Gartensiedlung Gronauerwald die Anna-Zanders-Straße gewidmet.